# Линде, Яспер
Яспер Линде (нем. Jasper Linde, Jaspar Linde, Caspar Linde; родился в Камене (Вестфалия) — скончался 29 июня 1524 года в Роннеберге (современный латвийский город Рауна) — рижский архиепископ с 1509 по 1524 год.

## Должности
Яспер Линде, по всей видимости, происходил из зажиточного аристократического рода, чьи представители занимали должности ратманов в городе Камен. Его барт Герт Линде был вассалом рижского архиепископства и в 1497 году получил пост фогта в Кокенгаузене. Точно неизвестно, в каком университете Линде получил степень магистра искусств. С 1491 года он входит в состав капитула Домского собора и принимает активное участие в выборных процессах. На тот момент домский капитул был инкорпорирован в Тевтонский орден, что вызывало неудовольствие каноников, стремившихся к большей правовой самостоятельности. В то же время Яспер Линде занимал должность пастора в церкви Святого Петра, которая традиционно находилась в ведении магистрата Риги. В домском капитуле он продвинулся до заместителя пробста в 1496 году, а уже в 1497 году он занимает должность церковного декана.

## Деятельность на посту архиепископа
После смерти архиепископа Михаэля Хильдебранда 18 февраля 1509 года Яспер Линде на соборном капитуле избирается его преемником. Фактически это первый за многие годы случай, когда архиепископ Риги снова был избран при участии домского капитула, а не единолично назначен понтификом или Ливонским орденом. Михаэль всё время своего пребывания на должности предпочитал придерживаться политики дипломатического нейтралитета, действуя в соответствии с выгодой для себя и своей архиепархии, однако когда возникала необходимость поддержать рижский рат или Ливонский орден, он мог пойти на уступки. 25 мая последовало папское подтверждение от Юлия II по поводу легитимности избрания Яспера, однако папская курия поначалу выступала против. Как и его предшественник, Яспер Линде стремился поддержать и сохранить хорошие партнёрские отношения с могущественным главой Ливонского ордена Вальтером фон Плеттенбергом, который большую часть времени проводил во внешних военных походах, борясь с литовскими военачальниками и русскими князьями за геополитическое влияние. Несмотря на то, что Яспер Линде управлял своей епархией в относительно мирное время, он повелел существенно укрепить два главных опорных пункта в своих территориальных владениях — замок в Кокенгаузене и крепость в Роннебурге. Перестройка продолжалась долго, крепости приспосабливались к новым условиям, когда получило широкое распространение огнестрельное оружие. Недалеко от границы с западнорусскими землями он приказал отстроить мощный каменный замок в Мариенгаузене взамен пришедших в негодность и обветшалых деревянных укреплений. Видимо, Яспер Линде таким образом стремился обезопасить свои владения от возможных нашествий со стороны русских войск, которых следовало ожидать при том объёме военных действий, которые вёл экспансионистски настроенный Ливонский орден против Московского великого княжества и удельных правителей Руси.

## Работа по упрочению католицизма
В целях консолидации духовно-политического влияния католической церковной администрации в Терра Мариана Яспер Линде провёл несколько собраний и синодов, на которых активно выступал с идеями объединения религиозных органов власти и создания единой церкви в Ливонской земле. Однако не у всех вассалов архиепархии такие предложения находили отклик. Авторитетные иерархи не желали утратить своё влияние после формирования объединённой местной церкви. Всё же Яспер Линде продолжал активно публично распространять свои реформационные идеи, в частности, во время проведения ландтагов в Ливонии. В частности, Яспер Линде намеревался изыскать крупные средства для того, чтобы основать в Риге высшую школу для подготовки профессионального католического духовенства, но ему было отказано в реализации этой задумки под предлогом отсутствия денег в архиепархиальной казне. Тем не менее Яспер Линде способствовал улучшению условий работы сельских пасторов в области просвещения крестьянских приходов, а также добился устранения недостатков в деятельности провинциальных церковных общин. В 1513 году он повелел напечатать молитвенники для проповедников в церквах, принадлежавших его архиепархии. В эти же годы (1512, 1513, 1514) он проводил ландтаги в Вольмаре, на которых и выступал с идеей распространения основ католической церкви среди жителей крестьянских поселений.

## Начало Реформации
Вместе с главами других подчинённых ему епископств в Вормсе в 1521 году он получил регалии. В 1522 году, возможно, по причине плохого состояния здоровья он руководил процессом распределения личного имущества капитула среди членов Домского собора. В то же время Яспер Линде подтвердил послушным ему рыцарам архиепископства их имущественные привилегии. В 1523 году с согласия самого Яспера Линде домский капитул проголосовал за назначение Иоганна Бланкенфельда его капелланом и преемником. Тем не менее, вплоть до своей смерти в 1524 году Яспер Линде оставался на своём посту и выполнял все обязанности архиепископа в полной мере. Он скончался в своей резиденции в Роннебурге и был захоронен в рижском Домском соборе. Тем временем в Ливонию пришли идеи Реформации. Незадолго до смерти Яспера Линде представители радикально настроенных городских сословий (в основном торговцы средней степени зажиточности и члены ремесленных цехов) объявили себя свободными от присяги и принадлежащими протестантской вере и публично отказали архиепископу в подчинении, но сам Линде не успел принять мер, хотя и выступил против распространения концепции Реформации в Ливонии. После его смерти в Риге началось восстание горожан — апологетов лютеранской веры, которое ознаменовалось сокрушительными погромами католических храмов под влиянием радикально настроенных северогерманских проповедников.
В истории католической церкви Риги Яспер Линде остался как честный и экономный правитель архиепархии, при котором архиепископство переживало период экономического благополучия и политической стабильности.